# Royal Huisman

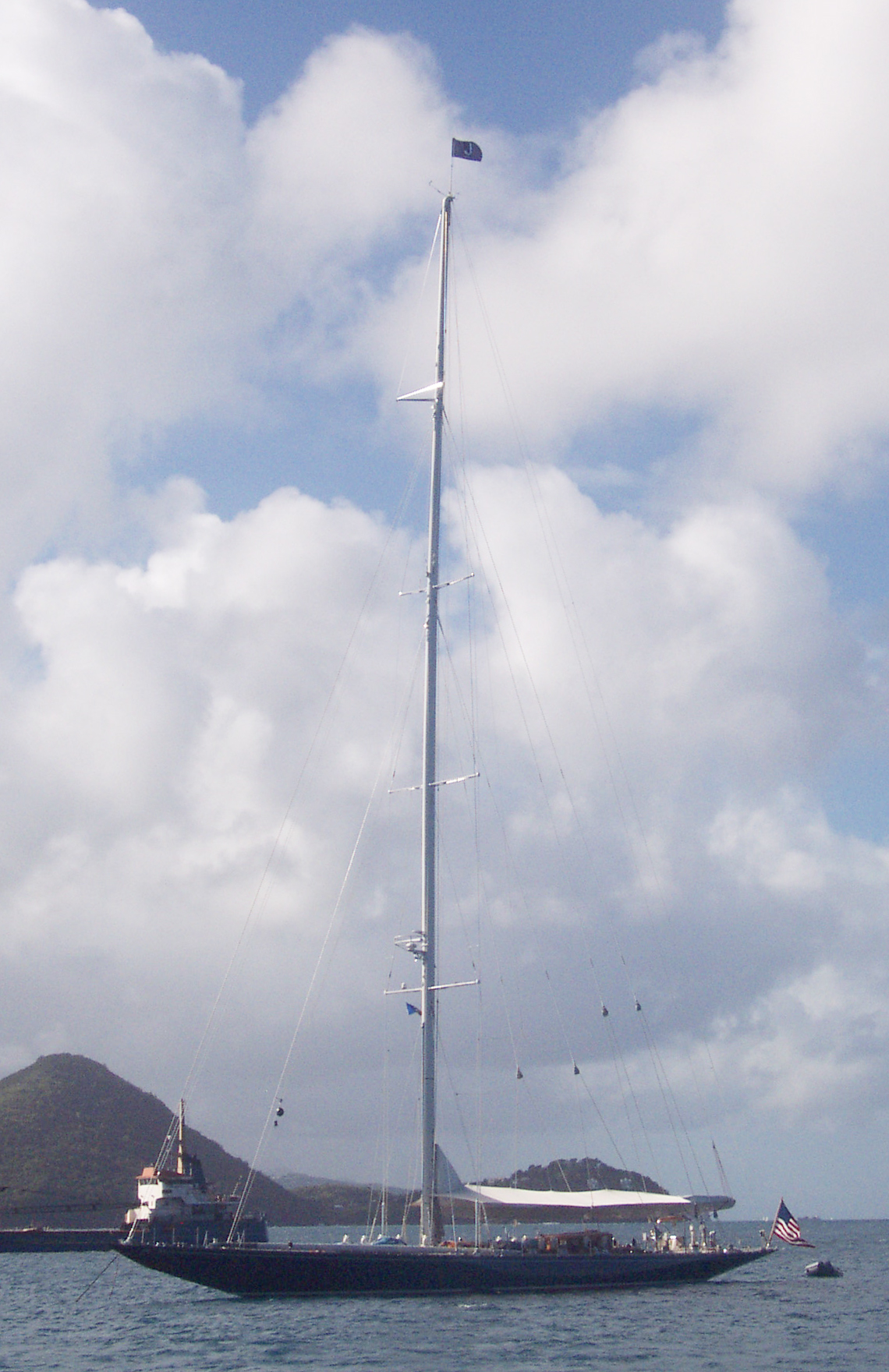
Endeavour herbouwd door Royal Huisman in 1989

Royal Huisman is een Nederlandse jachtwerf, welke zich gespecialiseerd heeft in de bouw van luxe zeil- en motorjachten. In het jaar 1884 werd dit familiebedrijf uit Ronduite ingeschreven bij de kamer van koophandel. De werf verhuisde in 1971 naar de huidige locatie in Vollenhove aan het Vollenhoverkanaal. Een eeuw na inschrijving bij de Kamer van Koophandel kreeg familiebedrijf Huisman het predicaat Koninklijk.

## Eigendom
De werf werd als familiebedrijf door de nakomelingen van oprichter Jan Jans Huisman (1841-1910) voortgezet: Wolter Huisman (1873-1954), Jan Huisman (1897-1970) en de tweede Wolter Huisman (1931-2004). In 1959 nam Wolter het bedrijf over van zijn vader. Alice Huisman (1960) is per 1 februari 2004 de directeur van het bedrijf, toen bleek dat haar vader niet lang meer te leven zou hebben. Alice kreeg in oktober 2008 de Society's Leadership Award van International Superyacht Society. 
Vanwege de behoefte aan kapitaal om bepaalde investeringen te kunnen doen en het ontbreken van een opvolger op middellange termijn zocht Royal Huisman een partner, die zij gevonden heeft in Koninklijke Doeksen B.V. (opgericht in 1908), die in 2014 via zijn dochteronderneming Doeksen Shipyards een belang in Royal Huisman nam. Royal Huisman is op zijn beurt de eigenaar van dochterbedrijf Rondal en opereert voor groot onderhoud van superjachten ('refits') ook onder de naam van haar gespecialiseerde divisie Huisfit. Op 1 november 2014 nam Parcom Capital ook een aandelenbelang in Royal Huisman.
Per 1 juni 2015 werd Alice Huisman opgevolgd door Algemeen Directeur Roemer Boogaard, die na achttien jaar bij KNRM vertrok. Per 1 augustus 2018 is Jan Timmerman de CEO van Royal Huisman. 
Eind juli 2024 werd bekend dat O2 Capital Partners de nieuwe eigenaar wordt van de jachtenbouwer. Koninklijke Doeksen en Parcom verkopen hun aandelen voor een onbekend bedrag. De bestuurders van de groep, waartoe Royal Huisman, Huisfit en Rondal behoren, blijft ongewijzigd. De transactie is in augustus aferond.

## Geschiedenis

### 19e eeuw
Jan Peters Huisman runde naast zijn veehouderij in de Blauwe Hand, een buurtschap tussen twee Overijsselse meren, een kleine werf vanaf circa 1830. Hier werd vooral houten punters gebouwd. Deze punters werd gebruikt voor transport van vee, hooi en melkbussen. Later verhuisden de Huismans naar Ronduite, een schiereiland dat eveneens tussen de Beulaker- en de Belterwijde ligt. 
In 1884 schrijft scheepstimmerman Jan Jens Huisman zich in bij de Kamer van Koophandel in Meppel. Wolter Huisman nam de scheepswerf in Ronduite (Overijssel) van zijn vader over, een werf waar op een ambachtelijke wijze houten vissersboten en werkschepen gebouwd werd.

### 20e eeuw
In 1930 begon Huisman met bouw van houten plezierjachten en in 1954 werd er overgeschakeld van hout op staal als bouwmateriaal. In 1964 volgde aluminium. Op het moment dat Wolter Huisman op 13-jarige leeftijd bij het bedrijf van zijn vader ging werken, werkten er achttien mensen.
Tussen 1961 en 1979 groeit het bedrijf snel. In 1971 verhuist de werf naar Vollenhove. Huisman is een van de pioniers op het gebied van aluminium jachten. De zeiljachten boeken successen bij internationale wedstrijden: in 1973 wint Saudade de Admiral's Cup en in 1978 wint Conny van Rietschoten de Whitbread Round the World Race, de huidige Ocean Race, met zijn in Vollenhove gebouwde Flyer en Flyer II. In 1975 wordt dochteronderneming Rondal opgericht voor de fabricage van masten en dekbeslag. Bij het honderdjarig bestaan in 1984 verleende koningin Beatrix het predicaat Koninklijk. 
In 1986 wordt het eerste jacht boven de 100 voet opgeleverd. Gedurende vijf generaties is het familiebedrijf uitgegroeid naar een binnen de maritieme sector bekende bouwer van custom built superjachten.

### 21e eeuw
Ook begin 21e eeuw zet Royal Huisman de productie en onderhoud van unieke zeil- en motorjachten voort: modern of klassiek met een lengte tot ongeveer 90 meter (300 voet). Royal Huisman is een wereldberoemde naam in de maritieme sector wereldwijd. De werf van 30.000 vierkante meter is dusdanig ingericht dat er met bepaalde technologieën in combinatie met traditioneel vakmanschap jachten gebouwd kunnen worden. Royal Huisman werkt samen met diverse gespecialiseerde toeleveranciers.
Begin 2019 heeft Royal Huisman een tweede locatie in gebruik genomen in de regio Amsterdam: de werf met drie hallen (van 12.000 m²) van het voormalige Holland Jachtbouw. Dit bedrijf in Zaanstad was van de vastgoedtycoon Chris Gongriep (1946-2016), die last had van depressie en op 9 december 2016 een einde maakte aan zijn leven. Op locatie Royal Huisman Amsterdam worden voornamelijk refit-werkzaamheden uitgevoerd. In Vollenhove worden met name de nieuwbouw werkzaamheden uitgevoerd.

## Hoofdlocatie Vollenhove
De hoofdlocatie van de scheepswerf, met vijf hallen ligt in de noordoostelijke hoek daar waar de N331 de Vollenhoverkanaal oversteekt richting Flevoland, nog net aan de zijde van Overijssel op de voormalige oever van de vroegere Zuiderzee. De superjachtwerf is internationaal uniek doordat bijna alle hoofddisciplines zich op één locatie uitgevoerd worden: engineering en productie van casco's, boordsystemen, interieurs, exterieur houtwerk, schilder- / spuitwerkzaamheden en diverse componenten zoals masten en zeilbediening via dochterbedrijf Rondal.

## Jachten
De noemenswaardige schepen en series die door de werf zijn gebouwd:
- Van de Stadt Avenir-serie - 30 voet, vanaf 1964

### Running Tide
Running Tide is een sloep van 60 voet - ontworpen door Sparkman & Stephens (S&S), waarvan de bouw in 1969 startte. Het werd gebouwd voor een scheepsmagnaat, Jakob Isbrandtsen en was prijswinnend met driemaal de S.O.R.C. en driemaal Newport-Bermuda

### Saudade I
Saudade I meet 47 voet en is ontworpen door Sparkman & Stephens. Albert Büll en zijn team won met dit schip de Admiral's Cup voor Duitsland in 1973. Het schip is vier meter breed, heeft een diepgang van 2,3 meter en een masthoogte van 22 meter boven water. De waterverplaatsing bedraagt 13.500 kilogram. In 2008 is de motor vervangen door een viercilinder met 37,5 pk.

### Flyer & Flyer II
- Flyer - 65 voet - gebouwd in 1976 voor Conny van Rietschoten, waarmee hij de Whitbread Round the World 1977-1978 won.
- Flyer II - 76 voet - eveneens voor Conny van Rietschoten, waarmee de Whitbread Round the World 1981-1982 gewonnen werd.

### Endeavour
Endeavour is een volledig gerestaureerde J-klasse zeiljacht uit 1934 van Elizabeth Meyer. De restauratie is in 1989 uitgevoerd.

### Juliet
Juliet is een schip van 143 voet.

### Hyperion
Hyperion is een sloep van 156 voet, gebouwd voor James Henry Clark.

### Athena
Athena is een driemastige schoener van 295 voet.

### Ethereal
Ethereal is een kits van 190 voet, gebouwd voor Bill Joy en opgeleverd in 2009: 's werelds eerste hybride superjacht.

### Sea Eagle II
In 2020 levert de werf 's werelds grootste aluminium zeiljacht op voor de terugkerende klant, Dr. Samuel Yin uit Taiwan.